# Paflagonija
Paflagonija (grško: Παφλαγονíα latinsko: Paphlagonia) je antična pokrajina na obali Črnega morja v osrednji severni Anatoliji med Bitinijo in Pontom. Od Frigije, kasnejše Galatije, je bila ločena z vzhodnim podaljškom Bitinijskega Olimpa. Strabon pravi, da je bila njena zahodna meja reka Partenij, vzhodna meja pa reka Halis. 

## Zgodovina
Prvo znano naselje v Paflagoniji je bila grška kolonija Sinop na obali Črnega morja. V 6. stoletju pr. n. št. je formalno spadala pod Lidijo, nato pa je bila del Ahemenidskega cesarstva. V 4. stoletju pr. n. št. je prišla pod oblast makedonskih kraljev. Po smrti Aleksandra Velikega jo je skupaj s Kapadokijo in Misijo dobil Evmen, a je kljub spremembi oblasti obdržala relativno samostojnost pod domačimi vladarji. Leta 182 pr. n. št. je Morzij osvojil grško kolonijo Sinop in združil vsa paflagonska ozemlja, leta 107. pr. n. št. pa je Pilemen Paflagonijo v oporoki zapustil pontskemu kralju Mitridatu VI.. Mitridat si je nato Paflagonijo razdelil z bitinijskim kraljem Nikomedom III.. Paflagonija je bila del Pontskega kraljestva do Mitridatovega padca leta 65. pr. n. št..
V 1. stoletju pr. n. št. so paflagonski domači vladarji (Kastor, Dejotar) priznali suverenost Rimskega cesarstva. Pompej je obalna področja Paflagonije in velik del Ponta pridružil rimski provinci Bitiniji, notranjost dežele pa je ostala v posesti lokalnih vladarjev, dokler ni njihova dinastija izumrla, potem pa je tudi to ozemlje postalo del Rimskega cesarstva. Ime Paflagonija se je ohranilo samo še med geografi, vendar njene meje, tako pravi Klavdij Ptolemaj, niso bile jasno določene. Paflagonija se je kot samostojna provinca ponovno pojavila v 5. stoletju n. št..

## Geografija
Velik del ozemlja Paflagonije je gorat, doline pa so rodovitne in v njih dobro uspevajo lešniki in sadje, predvsem slive, češnje in hruške. Gore so gosto poraščene z gozdovi, v katerih je veliko zelenike. Obalo so že zelo zgodaj naselili Grki. Najbolj znano naselje je bil Sinop, ki so gaustanovili Mileti okrog leta 630 pr. n. št. Amastris, ki je nekaj kilometrov oddaljen on reke Partenij, je postal pomemben kasneje med vladanjem makedonskih kraljev. Mesto Amis, je bilo Sinopova kolonija in je ležalo malo vzhodno od reke Halis. Strabon o njem pravi, da ne spada v ožjo Paflagonijo in da je velik rival starševskega mesta. 
Najpomebnejše mesto v notranjosti Paflagonije je bila Gangra, ki se je kasneje preimenovala v Germanikopol in je bila nekaj časa prestolnica pafagonskih kraljev. Mesto je stalo v bližini meje z Galatijo. Drugo pomembno mesto je bilo Pompejopol v dolini reke Amnias. V bližini mesta so bili rudniki minerala, ki ga Strabon imenuje sandarake. Mineral je rdeči arzen ali arzenov sulfid (realgar ali auripigment), ki so ga v velikih količinah izvažali iz Sinopa in so ga uporabljali kot barvilo.

## Prebivalci
V času Hetitov je bila Paflagonija naseljena z ljudstvom Kaška, katerih etnična povezava s Paflagonci ni povsem jasna. Izgleda, da so bili oboji v sorodu s prebivalci sosednje Kapadokije, ki so govorili eno od anatolskih narečij indoevropskih jezikov. Strabon je rekel, da njihov jezik »nekaj posebnega«. 
Paflagonci so bili eno najstarejših anatolskih ljudstev (Iliada, ii, 851-857), vendar v zgodovini niso igrali nobene vidne vloge. Herodot jih omenja med ljudstvi, ki jih je premagal Kroes, Kserksu pa so leta 480 pr. n. št. poslali velik oddelek vojakov. Ksenofont o njih pravi, da imajo svojega vladarja. Ker Paflagonije med naštevanjem okoliških satrapij ne omenja, bi to lahko pomenilo, da so bili zaradi svoje geografske lege – visokih gora s težavnimi prelazi – bolj ali manj svobodni.
Izgleda, da so se vsi njihovi vladarji imenovali Pylaimenes. To naj bi pomenilo, da so potomci paflagonskega vladarja z istim imenom, ki ga omenja Iliada.

## Pomembni Paflagonci
- Teodora (9. stoletje), žena bizantinskega cesarja Teofila (829 -842)
- Ivan Maurop (11. stoletje), grški pesnik in pisatelj